# Atletismo nos Jogos Pan-Americanos de 2023 - Decatlo masculino
A competição do decatlo masculino do atletismo nos Jogos Pan-Americanos de 2023 foi disputada entre 30 e 31 de outubro no Parque Deportivo Estadio Nacional, em Santiago, no Chile. No total, competiram 12 atletas de 9 Comitês Olímpicos Nacionais (CON).

## Calendário
Horário local (UTC-4).
| Data          | Horário | Fase                     |
| ------------- | ------- | ------------------------ |
| 30 de outubro | 16:00   | 100 metros               |
| 30 de outubro | 16:40   | Salto em distância       |
| 30 de outubro | 17:40   | Aremesso de peso         |
| 30 de outubro | 19:15   | Salto em altura          |
| 30 de outubro | 20:50   | 400 metros               |
| 31 de outubro | 09:00   | 110 metros com barreiras |
| 31 de outubro | 09:40   | Lançamento de disco      |
| 31 de outubro | 11:20   | Salto com vara           |
| 31 de outubro | 19:05   | Lançamento de dardo      |
| 31 de outubro | 20:38   | 1500 metros              |
| 31 de outubro | 20:38   | Resultado final          |

## Medalhistas
| Ouro   | CHI Santiago Ford          |
| Prata  | BRA José Fernando Ferreira |
| Bronze | USA Ryan Talbot            |

## Recordes
Antes desta competição, os recordes mundiais e dos Jogos Pan-Americanos da prova eram os seguintes:
| Tipo                             | Atleta        | Pontos | Local   | Data                   |
| -------------------------------- | ------------- | ------ | ------- | ---------------------- |
|                                  | Kevin Mayer   | 9126   | Talence | 16 de setembro de 2018 |
| Recorde dos Jogos Pan-Americanos | Damian Warner | 8659   | Toronto | 23 de julho de 2015    |

## Resultados

### 100 metros
A prova teve início dia 30 de outubro às 16:00. 
| Pos. | Bateria | Atleta                 | Nacionalidade            | Tempo | Pontos | Notas                |
| ---- | ------- | ---------------------- | ------------------------ | ----- | ------ | -------------------- |
| 1    | 2       | Ken Mullings           | BAH Bahamas              | 10.89 | 885    |                      |
| 2    | 2       | José Fernando Ferreira | BRA Brasil               | 10.91 | 881    |                      |
| 3    | 2       | Samuel Black           | USA Estados Unidos       | 10.97 | 867    |                      |
| 4    | 2       | Ryan Talbot            | USA Estados Unidos       | 11.02 | 856    |                      |
| 5    | 1       | José Paulino           | DOM República Dominicana | 11.04 | 852    | Recorde da temporada |
| 6    | 1       | Felipe dos Santos      | BRA Brasil               | 11.06 | 847    |                      |
| 7    | 1       | Santiago Ford          | CHI Chile                | 11.22 | 812    |                      |
| 8    | 1       | Gerson Izaguirre       | VEN Venezuela            | 11.26 | 804    |                      |
| 9    | 1       | Andy Preciado          | ECU Equador              | 11.28 | 799    |                      |
| 10   | 1       | Josmi Sánchez          | CUB Cuba                 | 11.29 | 797    |                      |
| –    | 2       | Kendrick Thompson      | BAH Bahamas              | DNS   | DNF    |                      |
| –    | 2       | Esteban Ibañez         | ESA El Salvador          | DNS   | DNF    |                      |

### Salto em distância
A prova teve início dia 30 de outubro às 16:40. 
| Pos. | Grupo | Atleta                 | Nacionalidade            | #1   | #2   | #3   | Resultado | Pontos | Notas                | Total |
| ---- | ----- | ---------------------- | ------------------------ | ---- | ---- | ---- | --------- | ------ | -------------------- | ----- |
| 1    | A     | José Paulino           | DOM República Dominicana | 7.31 | x    | 7.54 | 7.54      | 945    | Recorde da temporada | 1797  |
| 2    | A     | Santiago Ford          | CHI Chile                | x    | 7.48 | x    | 7.48      | 930    | Recorde da temporada | 1742  |
| 3    | A     | Josmi Sánchez          | CUB Cuba                 | 7.06 | 7.37 | 7.20 | 7.37      | 903    | Recorde da temporada | 1700  |
| 4    | A     | Gerson Izaguirre       | VEN Venezuela            | x    | 7.09 | 7.33 | 7.33      | 893    | Recorde da temporada | 1697  |
| 5    | A     | Samuel Black           | USA Estados Unidos       | 6.96 | 7.22 | x    | 7.22      | 866    |                      | 1733  |
| 6    | B     | José Fernando Ferreira | BRA Brasil               | 6.91 | 6.91 | 6.97 | 6.97      | 807    |                      | 1688  |
| 7    | B     | Ken Mullings           | BAH Bahamas              | 6.86 | 6.90 | x    | 6.90      | 790    |                      | 1675  |
| 8    | B     | Andy Preciado          | ECU Equador              | 6.54 | 6.73 | x    | 6.73      | 750    | Recorde da temporada | 1549  |
| 9    | B     | Felipe dos Santos      | BRA Brasil               | 6.66 | x    | x    | 6.66      | 734    |                      | 1581  |
| 10   | B     | Ryan Talbot            | USA Estados Unidos       | 6.23 | 6.57 | 6.54 | 6.57      | 713    |                      | 1569  |

### Arremesso de peso
A prova teve início dia 30 de outubro às 17:40. 
| Pos. | Grupo | Atleta                 | Nacionalidade            | #1    | #2    | #3    | Resultado | Pontos | Notas                | Total |
| ---- | ----- | ---------------------- | ------------------------ | ----- | ----- | ----- | --------- | ------ | -------------------- | ----- |
| 1    | A     | Andy Preciado          | ECU Equador              | 14.50 | 15.89 | 15.23 | 15.89     | 844    | Recorde da temporada | 2393  |
| 2    | B     | Ryan Talbot            | USA Estados Unidos       | 15.14 | 14.80 | 14.55 | 15.14     | 798    | Recorde da temporada | 2367  |
| 3    | A     | Samuel Black           | USA Estados Unidos       | 14.22 | 14.65 | x     | 14.65     | 768    |                      | 2501  |
| 4    | A     | Ken Mullings           | BAH Bahamas              | 14.57 | 14.23 | 13.72 | 14.57     | 763    |                      | 2438  |
| 5    | B     | Felipe dos Santos      | BRA Brasil               | 13.33 | 13.94 | 14.49 | 14.49     | 758    | Recorde da temporada | 2339  |
| 6    | A     | José Fernando Ferreira | BRA Brasil               | 13.88 | 13.78 | 14.37 | 14.37     | 751    | Recorde da temporada | 2439  |
| 7    | A     | Gerson Izaguirre       | VEN Venezuela            | 14.16 | 14.01 | 14.16 | 14.16     | 738    |                      | 2435  |
| 8    | B     | Santiago Ford          | CHI Chile                | 12.43 | x     | 14.01 | 14.01     | 729    | Recorde da temporada | 2471  |
| 9    | B     | José Paulino           | DOM República Dominicana | 12.89 | 13.18 | x     | 13.18     | 678    | Recorde da temporada | 2475  |
| 10   | B     | Josmi Sánchez          | CUB Cuba                 | 11.89 | 11.87 | 12.54 | 12.54     | 639    | Recorde da temporada | 2339  |

### Salto em altura
A prova teve início dia 30 de outubro às 19:15. 
| Pos. | Grupo | Atleta                 | Nac. | 1.77 | 1.80 | 1.83 | 1.86 | 1.89 | 1.92 | 1.95 | 1.98 | 2.01 | 2.04 | 2.07 | Res. | Pontos | Notas                | Total |
| ---- | ----- | ---------------------- | ---- | ---- | ---- | ---- | ---- | ---- | ---- | ---- | ---- | ---- | ---- | ---- | ---- | ------ | -------------------- | ----- |
| 1    | A     | Santiago Ford          | CHI  | –    | –    | –    | –    | –    | –    | o    | o    | o    | o    | xxx  | 2.04 | 840    |                      | 3311  |
| 2    | A     | Samuel Black           | USA  | –    | –    | –    | –    | –    | o    | o    | o    | xxo  | xo   | xxx  | 2.04 | 840    |                      | 3341  |
| 3    | B     | Andy Preciado          | ECU  | –    | –    | –    | o    | –    | o    | –    | o    | xo   | xxx  |      | 2.01 | 813    | Recorde da temporada | 3206  |
| 4    | A     | Ken Mullings           | BAH  | –    | –    | –    | –    | –    | xxo  | xxo  | xo   | xxo  | xxx  |      | 2.01 | 813    |                      | 3251  |
| 5    | B     | José Fernando Ferreira | BRA  | –    | o    | o    | o    | xxo  | xo   | xxo  | xo   | xxx  |      |      | 1.98 | 785    | Recorde da temporada | 3224  |
| 6    | A     | José Paulino           | DOM  | –    | –    | –    | –    | –    | xo   | xo   | xxx  |      |      |      | 1.95 | 758    |                      | 3233  |
| 7    | A     | Josmi Sánchez          | CUB  | –    | –    | –    | –    | –    | xxo  | xo   | xxx  |      |      |      | 1.95 | 758    |                      | 3097  |
| =8   | B     | Felipe dos Santos      | BRA  | –    | –    | o    | xo   | o    | xxx  |      |      |      |      |      | 1.89 | 705    |                      | 3044  |
| =8   | B     | Gerson Izaguirre       | VEN  | –    | o    | o    | xo   | o    | xxx  |      |      |      |      |      | 1.89 | 705    |                      | 3140  |
| 10   | B     | Ryan Talbot            | USA  | o    | o    | o    | xxx  |      |      |      |      |      |      |      | 1.83 | 653    |                      | 3020  |

### 400 metros
A prova teve início dia 30 de outubro às 20:50. 
| Pos. | Bateria | Atleta                 | Nacionalidade            | Tempo | Pontos | Notas | Total |
| ---- | ------- | ---------------------- | ------------------------ | ----- | ------ | ----- | ----- |
| 1    | 2       | Ryan Talbot            | USA Estados Unidos       | 49.05 | 859    |       | 3879  |
| 2    | 2       | José Paulino           | DOM República Dominicana | 49.70 | 828    |       | 4061  |
| 3    | 2       | Samuel Black           | USA Estados Unidos       | 49.90 | 819    |       | 4160  |
| 4    | 1       | Josmi Sánchez          | CUB Cuba                 | 50.19 | 806    |       | 3903  |
| 5    | 2       | José Fernando Ferreira | BRA Brasil               | 50.53 | 790    |       | 4014  |
| 6    | 1       | Ken Mullings           | BAH Bahamas              | 50.67 | 784    |       | 4035  |
| 7    | 1       | Santiago Ford          | CHI Chile                | 50.91 | 773    |       | 4084  |
| 8    | 1       | Gerson Izaguirre       | VEN Venezuela            | 51.91 | 728    |       | 3868  |
| 9    | 1       | Felipe dos Santos      | BRA Brasil               | 53.89 | 644    |       | 3688  |
| 10   | 1       | Andy Preciado          | ECU Equador              | 55.21 | 590    |       | 3796  |

### 110 metros com barreiras
A prova teve início dia 31 de outubro às 09:00. 
| Pos. | Bateria | Atleta                 | Nacionalidade            | Tempo | Pontos | Notas                | Total |
| ---- | ------- | ---------------------- | ------------------------ | ----- | ------ | -------------------- | ----- |
| 1    | 2       | Ken Mullings           | BAH Bahamas              | 14.27 | 940    |                      | 4975  |
| 2    | 2       | José Fernando Ferreira | BRA Brasil               | 14.30 | 936    |                      | 4950  |
| 3    | 2       | Gerson Izaguirre       | VEN Venezuela            | 14.52 | 908    |                      | 4776  |
| 4    | 1       | Santiago Ford          | CHI Chile                | 14.58 | 901    |                      | 4985  |
| 5    | 1       | Samuel Black           | USA Estados Unidos       | 14.63 | 895    |                      | 5055  |
| 6    | 1       | José Paulino           | DOM República Dominicana | 14.72 | 884    | Recorde da temporada | 4945  |
| 7    | 1       | Ryan Talbot            | USA Estados Unidos       | 15.00 | 850    |                      | 4729  |
| 8    | 2       | Felipe dos Santos      | BRA Brasil               | 15.03 | 846    |                      | 4534  |
| 9    | 1       | Josmi Sánchez          | CUB Cuba                 | 15.22 | 823    |                      | 4726  |
| –    | 2       | Andy Preciado          | ECU Equador              | DNS   | –      |                      | DNF   |

### Lançamento de disco
A prova teve início dia 31 de outubro às 09:40. 
| Pos. | Atleta                 | Nacionalidade            | #1    | #2    | #3    | Resultado | Pontos | Notas                | Total |
| ---- | ---------------------- | ------------------------ | ----- | ----- | ----- | --------- | ------ | -------------------- | ----- |
| 1    | Ryan Talbot            | USA Estados Unidos       | x     | 50.66 | x     | 50.66     | 884    | Recorde da temporada | 5613  |
| 2    | Santiago Ford          | CHI Chile                | 47.42 | 48.29 | 49.06 | 49.06     | 851    | Recorde da temporada | 5836  |
| 3    | Samuel Black           | USA Estados Unidos       | 42.05 | x     | 41.52 | 42.05     | 706    | Recorde da temporada | 5761  |
| 4    | Ken Mullings           | BAH Bahamas              | 41.51 | 41.64 | x     | 41.64     | 698    |                      | 5673  |
| 5    | Felipe dos Santos      | BRA Brasil               | x     | x     | 41.54 | 41.54     | 696    | Recorde da temporada | 5230  |
| 6    | Gerson Izaguirre       | VEN Venezuela            | 39.59 | x     | 40.90 | 40.90     | 683    |                      | 5459  |
| 7    | José Paulino           | DOM República Dominicana | x     | 36.05 | 37.72 | 37.72     | 618    |                      | 5563  |
| 8    | Josmi Sánchez          | CUB Cuba                 | 36.10 | 36.19 | x     | 36.19     | 588    |                      | 5314  |
| 9    | José Fernando Ferreira | BRA Brasil               | x     | x     | 34.98 | 34.98     | 563    |                      | 5513  |

### Salto com vara
A prova teve início dia 31 de outubro às 11:20. 
| Pos. | Atleta                 | Nac. | 3.90 | 4.00 | 4.10 | 4.20 | 4.30 | 4.40 | 4.50 | 4.60 | 4.70 | 4.80 | 4.90 | 5.00 | Res. | Pontos | Notas                | Total |
| ---- | ---------------------- | ---- | ---- | ---- | ---- | ---- | ---- | ---- | ---- | ---- | ---- | ---- | ---- | ---- | ---- | ------ | -------------------- | ----- |
| 1    | José Fernando Ferreira | BRA  | –    | –    | –    | –    | –    | o    | –    | xo   | o    | xxo  | xo   | xxx  | 4.90 | 880    | Recorde da temporada | 6393  |
| 2    | Josmi Sánchez          | CUB  | –    | –    | –    | –    | xo   | –    | o    | xo   | o    | xo   | xxo  | xxx  | 4.90 | 880    |                      | 6194  |
| =3   | Felipe dos Santos      | BRA  | –    | –    | –    | –    | –    | –    | xo   | –    | xxo  | xo   | xxx  |      | 4.80 | 849    | Recorde da temporada | 6079  |
| =3   | Ryan Talbot            | USA  | –    | o    | –    | o    | xxo  | –    | o    | o    | xo   | xo   | xxx  |      | 4.80 | 849    | Recorde da temporada | 6462  |
| 5    | Gerson Izaguirre       | VEN  | –    | –    | –    | –    | o    | –    | o    | xxx  |      |      |      |      | 4.50 | 760    |                      | 6219  |
| 6    | José Paulino           | DOM  | –    | o    | –    | o    | –    | o    | –    | xxx  |      |      |      |      | 4.40 | 731    |                      | 6294  |
| 7    | Santiago Ford          | CHI  | o    | o    | o    | xo   | xxx  |      |      |      |      |      |      |      | 4.20 | 673    | Recorde da temporada | 6509  |
| 8    | Samuel Black           | USA  | –    | xo   | o    | xxx  |      |      |      |      |      |      |      |      | 4.10 | 645    |                      | 6406  |
| 9    | Ken Mullings           | BAH  | –    | –    | –    | –    | –    | –    | xxx  |      |      |      |      |      | NM   | 0      |                      | 5673  |

### Lançamento de dardo
A prova teve início dia 31 de outubro às 19:05. 
| Pos. | Atleta                 | Nacionalidade            | #1    | #2    | #3    | Resultado | Pontos | Notas | Total |
| ---- | ---------------------- | ------------------------ | ----- | ----- | ----- | --------- | ------ | ----- | ----- |
| 1    | José Fernando Ferreira | BRA Brasil               | 61.04 | 62.28 | 63.71 | 63.71     | 794    |       | 7187  |
| 2    | Santiago Ford          | CHI Chile                | 63.39 | 63.14 | 62.53 | 63.39     | 789    |       | 7298  |
| 3    | Ryan Talbot            | USA Estados Unidos       | 56.77 | 57.76 | 53.13 | 57.76     | 704    |       | 7166  |
| 4    | Josmi Sánchez          | CUB Cuba                 | 56.59 | x     | 56.24 | 56.59     | 687    |       | 6881  |
| 5    | José Paulino           | DOM República Dominicana | 49.60 | 56.15 | x     | 56.15     | 680    |       | 6974  |
| 6    | Gerson Izaguirre       | VEN Venezuela            | 52.98 | 49.24 | x     | 52.98     | 633    |       | 6852  |
| 7    | Felipe dos Santos      | BRA Brasil               | 49.23 | x     | –     | 49.23     | 577    |       | 6656  |
| 8    | Samuel Black           | USA Estados Unidos       | 45.30 | 46.68 | 48.64 | 48.64     | 568    |       | 6974  |
| 9    | Ken Mullings           | BAH Bahamas              |       |       |       | DNS       | –      |       | DNF   |

### 1500 metros
A prova teve início dia 31 de outubro às 20:38. 
| Pos. | Atleta                 | Nacionalidade            | Tempo   | Pontos | Notas | Total |
| ---- | ---------------------- | ------------------------ | ------- | ------ | ----- | ----- |
| 1    | José Paulino           | DOM República Dominicana | 4:50.70 | 614    |       | 7588  |
| 2    | Samuel Black           | USA Estados Unidos       | 4:51.21 | 611    |       | 7585  |
| 3    | Ryan Talbot            | USA Estados Unidos       | 4:57.14 | 576    |       | 7742  |
| 4    | José Fernando Ferreira | BRA Brasil               | 4:59.80 | 561    |       | 7748  |
| 5    | Santiago Ford          | CHI Chile                | 5:04.16 | 536    |       | 7834  |
| 6    | Josmi Sánchez          | CUB Cuba                 | 5:07.80 | 516    |       | 7397  |
| 7    | Gerson Izaguirre       | VEN Venezuela            | 5:26.04 | 419    |       | 7271  |
| –    | Felipe dos Santos      | BRA Brasil               | DNS     | –      |       | DNF   |

### Resultado final
Estes foram os resultados:
| Pos. | Atleta                 | Nacionalidade            | Pontos | Notas |
| ---- | ---------------------- | ------------------------ | ------ | ----- |
| 01 ! | Santiago Ford          | CHI Chile                | 7834   |       |
| 02 ! | José Fernando Ferreira | BRA Brasil               | 7748   |       |
| 03 ! | Ryan Talbot            | USA Estados Unidos       | 7742   |       |
| 4    | José Paulino           | DOM República Dominicana | 7588   |       |
| 5    | Samuel Black           | USA Estados Unidos       | 7585   |       |
| 6    | Josmi Sánchez          | CUB Cuba                 | 7397   |       |
| 7    | Gerson Izaguirre       | VEN Venezuela            | 7271   |       |
| –    | Felipe dos Santos      | BRA Brasil               | DNF    |       |
| –    | Ken Mullings           | BAH Bahamas              | DNF    |       |
| –    | Andy Preciado          | ECU Equador              | DNF    |       |
| –    | Kendrick Thompson      | BAH Bahamas              | DNF    |       |
| –    | Esteban Ibañez         | ESA El Salvador          | DNF    |       |

Legenda
| Recorde mundial                  | Recorde mundial (World record)               |                       | Recorde africano                      | Recorde africano (African) |                                           | Q | Classificado por posição (Qualified) |
| Recorde dos Jogos Pan-Americanos | Recorde pan-americano (Pan-American record)  | Recorde da América    | Recorde da América (Americas)         | q                          | Classificado por melhor tempo (Qualified) |   |                                      |
| Melhor marca do ano              | Melhor marca do ano (World leading)          | Recorde asiático      | Recorde asiático (Asian)              | DNS                        | Não largou (Did not start)                |   |                                      |
| Recorde nacional                 | Recorde nacional (National record)           | Recorde europeu       | Recorde europeu (European)            | DNF                        | Não terminou (Did not finish)             |   |                                      |
| Recorde pessoal                  | Recorde pessoal do atleta (Personal best)    | Recorde da Oceania    | Recorde da Oceania (Oceania)          | DSQ / DQ                   | Desclassificado (Disqualified)            |   |                                      |
| Recorde da temporada             | Recorde da temporada do atleta (Season best) | Recorde sul-americano | Recorde sul-americano (South America) | NM                         | Sem marca (No mark)                       |   |                                      |